# Vesdre
Vesdre (německy Weser, nizozemsky Vesder, francouzsky Vesdre) je řeka v provincii Lutych ve východní Belgii, zasahující malou částí toku do Německa. Je pravostranným přítokem řeky Ourthe (povodí Mázy).

## Číselné údaje
Řeka Vesdre je 71 km dlouhá. Průměrný sklon činí 0,8 %. Povodí má rozlohu 710 km², z toho 43,9 % tvoří lesy, 32,1 % zemědělské plochy a 24 % obytné a průmyslové zóny. Celková délka vodních toků v povodí Vesdre je 1417 km.

## Průběh toku

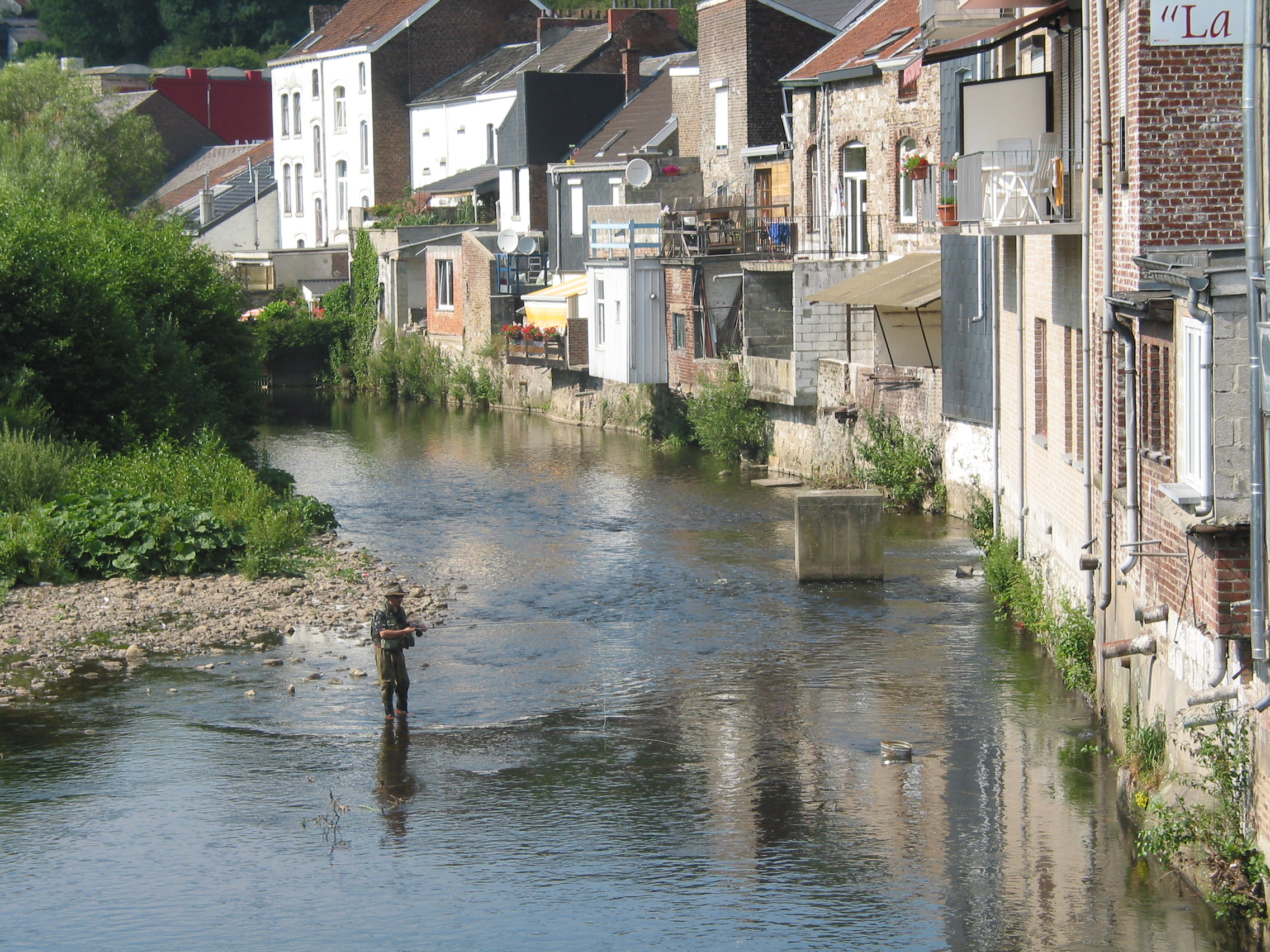
Vesdre v Limbourgu

Vesdre má 9 pramenů, které se nacházejí na východě Belgie v močálovité oblasti Hautes Fagnes v nadmořské výšce 625 m poblíž německé vesnice Konzen, která je součástí obce Monschau. Poté překročí německou hranici a po několika kilometrech v Německu se vrací zpět do Belgie.
U Roetgenu Vesdre protéká 4 km dlouhým kanálem, který byl vybudován v 60. letech 20. století, aby se předešlo případnému bakteriálnímu znečištění vody z německých vesnic v okolí.
Spolu se svými přítoky Getz a Helle napájí přehradní nádrž barrage de la Vesdre a pokračuje přes Eupen, Limbourg, Verviers, Pepinster a Chaudfontaine do Chênée (město Lutych), kde se vlévá do Ourthe v nadmořské výšce 65 m nedaleko soutoku Ourthe a Mázy.
Vesdre má velké množství přítoků, z nichž některé potoky nemají ani název. Z levé strany se do ní vlévají např. Helle, Gileppe a Hoëgne (s přítokem Wayai) a zprava Magne.

## Vodní stav
Řeka má dešťový režim a množství vody kolísá podle vydatnosti srážek. Úhrn srážek je v celém povodí vysoký, ale nerovnoměrně rozložený – nejvyšší je v oblasti Hautes Fagnes (1400 mm za rok) a nejnižší v Lutychu (750-800 mm). Podle měření provedených v Chaudfontaine měla řeka za dekádu 1986-1996 průměrný průtok 10,65 m³/s s maximem 165,85 m³/s 22. prosince 1991 a s minimem 2,07 m³/s 20. srpna 1996.

## Kvalita vody

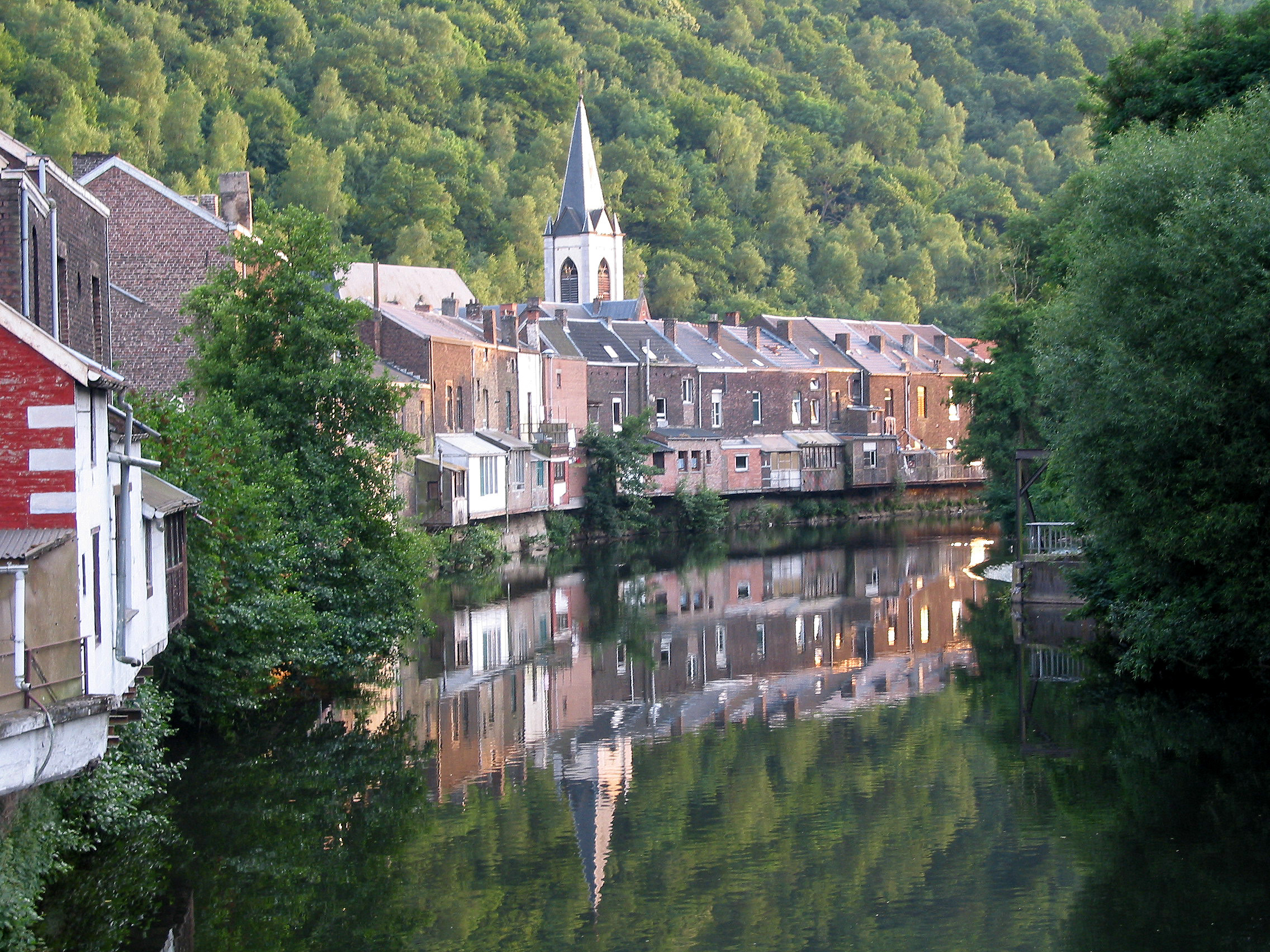
Vesdre v Chaudfontaine

Prvních 50 km toku řeky se nachází v přírodních oblastech a voda zde netrpí průmyslovým znečištěním. Kvalita vody se výrazně snižuje dále po proudu. Hlavním zdrojem znečištění je město Verviers kvůli emisím odpadních vod z domácností a průmyslu. Na dolní části toku řeky ke znečištění přispívá hutnictví.
Voda v řece pochází především z močálovité a rašelinné oblasti Hautes Fagnes, a proto má zejména na horním toku vysokou kyselost a nízký obsah minerálů. Z toho důvodu je ideální pro praní vlny, což napomáhalo rozvoji textilního průmyslu v jejím povodí. Kvůli vysoké kyselosti na horním toku řeky nežijí ryby. Směrem po proudu klesá kyselost a voda na dolním toku je pH neutrální.

## Využití

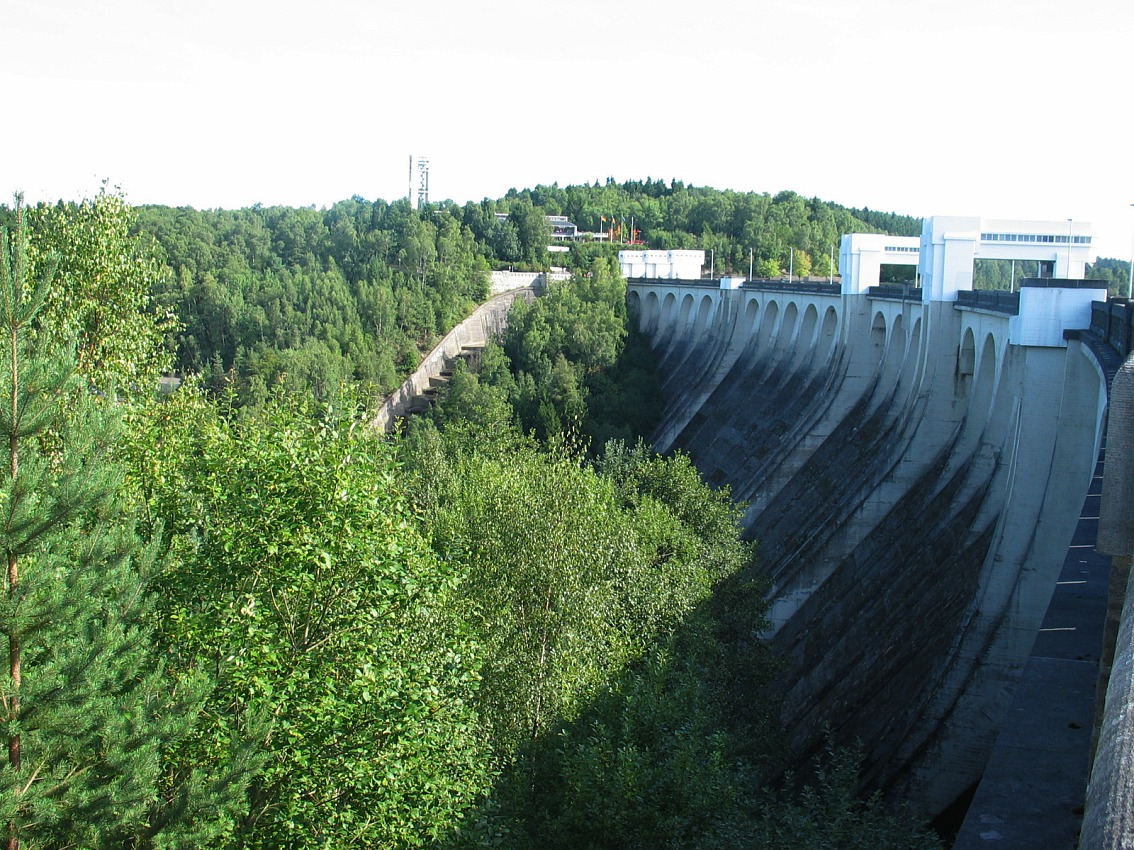
Přehrada barrage de la Vesdre blízko Eupenu

Při dolním toku řeky Vesdre se rozvíjela tradiční průmyslová odvětví (zejména textilnictví ve Verviers). Dnes se Vesdre využívá zejména jako zdroj pitné vody. Na začátku 50. let 20. století byl zahájen provoz přehrady barrage de la Vesdre u města Eupen, která slouží jako zásobárna pitné vody a hydroelektrárna. Nádrž má plochu 126 ha a kapacitu přibližně 25 mil. m³.